# گاه‌شماری یزدگردی
گاه‌شماری یزدگردی با سرآغاز سال به تخت برنشستن یزدگرد سوم، واپسین پادشاه ساسانی، در سال ۶۳۲ میلادی، گاه‌شماری پایانی دودمان ساسانیان است. در روزگار ساسانیان سال برنشستن یک شاه به تخت شاهی آغاز گاه‌شماری بود و بازهٔ سال ۳۶۵ روز با کبیسه‌گیری یک ماه در ۱۲۰ سال شمرده می‌شد (طول سال میانگین ۳۶۵٫۲۵). گاه‌شماری یزدگردی نیز به همین گونه در سال دهم هجری روز سه‌شنبه، (۳٬۶۲۴ روز گذشته از هجرت) سال یکم یزدگردی آغاز شد. اما مانند گاه‌شماری خراجی بعدها از کبیسه‌گیری جولیانی یک روز در هر چهار سال بهره گرفته شد. بر اثر بی‌توجهی کبیسه‌گیری آن از سال ۳۷۵ یزدگردی، در سال ۴۴۷ یزدگردی نوروز به‌مدت هجده روز از زمان واقعی خود پیش افتاده بود. به همین انگیزه به‌دستور جلال‌الدوله ملکشاه سلجوقی کارگروهی برای اصلاح محاسبهٔ دقیق گاه‌شماری ایرانی گرد هم آمد که به‌دنبال آن گاه‌شماری جلالی، دقیق‌ترین گاه‌شماری هماهنگ با سال اعتدالی تدوین شد.
یزدگرد سوم، پسرِ شاهزاده شهریار، نوهٔ خسرو پرویز، در سال ۶۳۲ میلادی به پادشاهی برگزیده شد. ایرانیان خو کرده بودند که تاریخ را از سال به تخت برنشستن هر پادشاهی به‌شمار می‌آوردند، چون پس از یزدگرد، ایران پادشاهی نیافت، زرتشتیان همان سال ۶۳۲ را، سرآغاز روزشمار خود قرار دادند و هنوز هم نزد زرتشتیان ایران و هند رایج است.
گاه‌شماری یزدگردی پس از مرگ یزدگرد (۶۵۲ میلادی) با سرآغاز سال‌مرگ او، به‌طور فرضی زمان برنشستن شاه نو ساسانی بر تخت شاهنشاهی، با نام گاهشماری مجوسی متداول شد همان کبیسه‌گیری گاهشماری یزدگردی را داشته و سرآغاز آن یکم فروردین سال ۲۱ یزدگردی (۱۱ ژوئن ۶۵۲م، ۲۷ شوال ۳۱ق) می‌باشد که تا زمان ابوریحان بیرونی رایج بوده‌است. و کم‌کم وانهاده شده‌است. در سده‌های نخستین هجری در برخی جاهای ایران هر دو گونه تاریخ یزدگردی یعنی هم آنکه بر اساس زمان آغاز شاهنشاهی بوده و هم آنکه بر پایهٔ سال‌مرگ یزدگرد بوده، رایج بوده‌است. گاهی حتی در یک زمان و یکجا هم‌سوی هم، که در سکه‌ها یافت شده، این دو تاریخ دیده می‌شود. در سکه‌های امیران طبرستان (اسپهبدان) و همچنین حاکمان اسلامی طبرستان، تا حدود سال ۱۶۳ هجری، ضرب سکه، با تاریخ سال مرگ یزدگرد، انجام می‌گرفته‌است.
گاه‌شماری یزدگردی (با سرآغاز شاهنشاهی) به روش‌های گوناگونی محاسبه می‌شود. بر اساس یکی از شیوه‌های رایج تاریخ امروز یزدگردی اینگونه است:سه‌شنبه: ۲۹ آبان ۱۳۹۴ یزدگردی

## دیرینِگی
تاریخچهٔ پدیدآمدن گاه‌شماری یزدگردی همزمان است با سال تاج‌گذاری یزدگرد، واپسین شاه ساسانی.

## کاربرد
این گاه‌شماری امروزه در میان ایرانیان و حتی هندیان و پاکستانی‌های زرتشتی به کار می‌رود.

## ساختار
در این گاه‌شماری ۳۶۵روزِ سال به ۱۲ ماه و هر ماه به ۳۰ روز بخش‌بندی می‌شود و ۵ روزِ جامانده به واپسین روز اسفندماه یا یکم فروردین ماه افزوده می‌شود.

## بهیزک
ایرانیان باستان خرده‌زمانِ سال را که کمابیش شش ساعت و پانزده دقیقه و چهل و یک ثانیه بود، در سال کبیسه پر می‌کردند. به گونه‌ای که پس از هر صد و بیست سال، یک سال را با سیزده ماه می‌گذراندند.
آرزوی صد و بیست ساله شدن نزد ایرانیان نیز ریشه در همین سازوکار داشته‌است. کسی که بتواند دو سالِ سیزده‌ماهه را در زندگانی‌اش ببیند.

## سرآغازِ سال
آغازِ سال در این گاه‌شماری برابر با آغاز بهاری یا اعتدال بهاری است.

## کاربرد گاه‌شماری یزدگردی بر اساس آثار باستانی
گاه‌شماری یزدگردی که پس از اسلام به کار برده شد همان ادامهٔ گاه‌شماری ساسانی است که پس از اسلام زرتشتیان در سال ۱۱قمری /۶۳۲ میلادی برساختند. بر روی سکه‌های ساسانی نشانه‌هایی از کاربرد این گاه‌شماری هست؛ و حتی کتیبهٔ گنبد کاووس در تاریخ ۳۹۷ قمری بر اساس گاه‌شماری یزدگردی زمان‌گذاری شده‌است.

## کاربرد گاه‌شماری یزدگردی پس از اسلام
پس از ورود اسلام به ایران این گاه‌شماری در کنار گاه‌شماری قمری به کار برده شد اما پس از مرگ یزدگرد سال مرگ او را سرآغاز آن گذاشتند.

## نابه‌سامانی در گاه‌شماری یزدگردی
یکی از عواملی که باعث ایجاد نابه‌سامانی و گردش زمانی در گاه‌شماری می‌شد، کوتاهی دربارهٔ کبیسه بود. به این صورت که یک سال به ۳۶۵ و ۱/۴ روز بخش‌بندی می‌شد و هر ۱۲۰ سال یک‌بار، یک ماه به ماه‌های سال افزوده می‌شد و سال ۱۳ ماه داشت. بر اثر نادیده‌انگاری در کبیسه‌گیری آن از سال ۳۷۵ یزدگردی، در سال ۴۴۷ یزدگردی نوروز به‌مدت هجده روز از زمان واقعی خود پیش افتاده بود. به همین انگیزه به‌دستور جلال‌الدوله ملکشاه سلجوقی کارگروهی برای بررسی، بازنگری و بازنویسی ریزبه‌ریز گاه‌شماری ایرانی گردهم‌آمد که به‌دنبال آن گاه‌شماری جلالی، دقیق‌ترین گاه‌شماری هماهنگ با سال اعتدالی نوشته شد.

## نام ماه‌ها
در گاه‌شماری یزدگردی ماه‌های ایرانی به نام امشاسپندان و دیگر ایزدان مینوی برگزیده شده‌است. ایرانی‌ها برای هر یک از روزهای خویش نامی برگزیده بودند با این نگرش که پاسبانی هر روز بر دوش یکی از ایزدان مینوی است. این شیوه حتی پس از ورود اسلام هم از میان نرفت و در سروده‌های شاعران خراسانی نمود یافت و تا روزگار سلجوقیان در ایران برجا ماند.

## گاهنبارها
ایرانیان هر یک از روزهای یک ماه را دارای نامی از نام‌های ایزدان می‌خواندند و بر این باور بودند که پاسبانی هر روز به یکی از فرشتگان سپرده شده‌است. گاهی هم که نام روز با نام ماه برابر می‌شد آنها این روز سال را جشن می‌گرفتند.

## دیگر گاه‌شماری‌ها
از دیگر گاه‌شماری‌هایی که در کنار گاه‌شماری یزدگردی به کار برده می‌شد، گاه‌شماریِ مَجوسی یا فارسیه بود. اما هیچگاه همچون گاه‌شماری یزدگردی فراگیر نشد.